# Tasmil (Lontas)
Tasmil ist eine osttimoresische Aldeia im Suco Lontas (Verwaltungsamt Lolotoe, Gemeinde Bobonaro). 2015 lebten in der Aldeia 227 Menschen.

## Geographie
Tasmil liegt im Nordwesten des Sucos Lontas. Südöstlich befindet sich die Aldeia Ozo und südlich die Aldeia Piron. Im Norden grenzt Tasmil an den Suco Leber, im Westen an den Suco Gildapil und im Südwesten an den Suco Lebos. Entlang der Südgrenze zu Leber und Piron sowie einem Teil der Grenze zu Ozo im Südosten fließt der kleine Fluss Phicigi.
In Nord-Süd-Richtung durchquert eine Überlandstraße Tasmil. Sie überquert an der Südgrenze den Bergrücken des Lolo Gojer (1345 m). Südwestlich des Gipfels liegt das Dorf Tasmil, das über eine kleine Straße mit dem Ort Ozo in der Nachbar-Aldeia im Osten verbunden ist. Östlich des Lolo Gojer befindet sich der Atubesi (1469 m). In der Nordwestecke der Aldeia Tasmil erhebt sich mit dem Luhito (1691 m) der höchste Berg des Sucos Lontas. Wo die Straße im Norden den Suco verlässt, liegt die kleine Siedlung Halimutin.

## Politik
2023 wurde Julio Afonso  zum Chefe de Aldeia gewählt.